# 泡鹼
泡鹼（英語：natron）是天然的十水碳酸鈉（Na2CO3·10H2O）、約17%的碳酸氫鈉（NaHCO3）及少量氯化鈉和硫酸鈉的混合物。純的天然碳酸鈉呈白色至無色，有雜質時為灰或黃色。天然碳酸鈉礦床可在乾旱環境中產生的鹽湖床中出現。
「natron」一詞在現代礦物學只指十水碳酸鈉（水合蘇打灰）。